# Internet Systems Consortium
Internet Systems Consortium, Inc., conocida también como ISC, es una corporación pública caritativa sin ánimo de lucro registrada en Delaware, que sucedió a Internet Software Consortium, Inc., el original ISC.
La oficina principal de ISC se encuentra en 950 Charter st., Redwood City, California 94063.
ISC fue fundada originalmente en 1994 como Internet Software Consortium, Inc., para continuar la labor de mantener y mejorar BIND siguiendo los pasos de CSRG en la U.C. Berkeley, Digital Equipment Corp., y las empresas Vixie.

## Historia
Originalmente, la compañía fue fundada como la Internet Software Consortium, Inc. Los fundadores incluyen a Paul Vixie, Rick Adams y Carl Malamud. La intención de esta corporación era la de seguir el desarrollo de software BIND. Los fundadores creían que era necesario que se gestionarán el mantenimiento y el desarrollo de BIND y financiados por una organización independiente. ISC fue designada como operador de servidor de nombres de raíz por la IANA, originalmente como NS.ISC.ORG y más tarde como F.ROOT-SERVERS.NET.
En enero de 2004, ISC se reorganizó bajo el nuevo nombre de Internet Systems Consortium, Inc.
En julio de 2013, ISC escindió su Unidad de Negocio de Seguridad de Farsight Seguridad, Inc., una nueva compañía comenzada por el fundador de ISC Paul Vixie.

## Internet
ISC desarrolla y mantiene una variedad de software, incluyendo BIND, OpenReg, una implementación de DHCP, e INN. Algunos aspectos de su software en el pasado, han sido desarrollados por los desarrolladores que trabajan comercialmente para Nominum.

## Licencia ISC
ISC desarrolla y utiliza la licencia ISC que es funcionalmente similar a las licencias simplificadas BSD y MIT. La licencia ISC es la licencia preferida de OpenBSD para un código nuevo.

## Software
Internet Software Consortium ha desarrollado los siguientes software:
- BIND9: servidor DNS.
- BIND8: servidor DNS descontinuado.
- ISC-DHCP: servidor DHCP descotinuado.
- Kea: Servidor codigo abierto DHCP de nueva genearacion.
- Stork : interfaz grafica para gestión de Kea.

## Servidor raíz DNS
ISC opera el servidor "F" de la raíz del DNS, el primer servidor en ser distribuido usando anycast. En 2007 se anunció que el ISC y ICANN firmarían un acuerdo respecto a la operación de F, el primer acuerdo entre ICANN y un operador de servidor raíz.

## Encuesta de dominios de Internet

Número de hosts de Internet en el mundo: 1969-2012Fuente: Internet Systems Consortium, Encuesta de dominios de Internet

La Encuesta de Dominio de Internet busca en el sistema de nombres de dominio (DNS) para descubrir todos los host de Internet. La encuesta comenzó cuando sólo unos pocos cientos de anfitriones estaban vinculados a Internet. Los primeros informes publicados con fecha 1993 se llevaron a cabo por el propietario de Network Wizards Mark K. Lottor. La cuenta de hosts de Internet era 1.313.000 en enero de 1993 y 818 374 269 en la última encuesta de enero de 2011.
ISC es el actual patrocinador y editor con operaciones técnicas subcontratados a Network Wizards.